# كلاي بيري
كلاي بيري (بالإنجليزية: Clay Perry)‏ هو كاتب أمريكي، ولد في 1887، وتوفي في 1961.